# 斯旺威克 (伊利諾伊州)
斯旺威克（英語：Swanwick）是位於美國伊利諾伊州佩里縣的一個非建制地區。該地的面積和人口皆未知。

## 地理
斯旺威克的座標為38°10′11″N 89°32′10″W / 38.16972°N 89.53611°W，而該地的平均海拔高度為174米（即571英尺）。